# Mojsejovci
Mojsejovci byla slovenská reality show vysílaná v roce 2005 na TV Markíza. Byla označována za kopii reality show Big Brother, což ale TV Markíza popírala. Účastníci žili tři měsíce v luxusní vile manželů Nory a Braňa Mojsejů. Vítěz získal dva miliony Sk.
Soutěž od počátku vyvolávala velké kontroverze. Do castingů se přihlásilo více než 16 000 lidí. Chování některých z nich vyvolalo pobouření. Jedna soutěžící se na výzvu Braňa Mojseje svlékla do naha, další se pořezal a sypal si do ran sůl, jiný na výzvu nadával Mojsejovým. Rada pro vysílání a retransmisi proto uložila Markíze pokuty v celkové výši dvou milionů Sk.
Do finále postoupilo dvanáct lidí, kteří se nastěhovali do luxusní vily Mojsejů v košické části Pereš. Účastníci měli zakázáno vycházet z domu, telefonovat, sledovat televizi či poslouchat rozhlas. Vše bylo snímáno kamerami. Ve vile ale bydlel pouze žolík, každý týden zvolený hlasováním diváků, ostatní soutěžící žili v garáži. Žolík také rozhodoval, kdo bude vyřazen. Každou středu vybíral ze třech lidí. Prvního určila Nora Mojsejová, druhého její manžel, třetím byl účastník s nejmenším počtem hlasů od diváků. Vyřazování probíhalo v přímém přenosu ve studiu v Bratislavě.
Po odhalení manipulace s výsledky diváckého hlasování byl vyměněn realizační tým a Mojsejovi nabídli všem dvanácti finalistům možnost nového startu. Pravidla byla změněna, o vypadávajícím rozhodovali přímo Mojsejovi, žolík nemohl být vyloučen. Ve hře pokračovalo devět soutěžících, čtyři z nich sami odstoupili.
Do posledního kola postoupili sedmačtyřicetiletý automechanik Milan Schmidt (přezdívaný Jožo Ráš pro svou podobu s Jožem Rážem) a třiadvacetiletý student Pavol Petrík (přezdívaný Model). Vítězem, který získal dva miliony Sk, se stal Petrík.
Dušan Jarjabek, člen mediálního výboru Národní rady SR, se vyjádřil, že Mojsejovce považuje za „absolutní mravní úpadek, za nejhorší od roku 1989 v této republice, jaký mohla média přinésť“. Na 25. ročníku festivalu Kremnické gagy získali Mojsejovci cenu Trafená hus za „největší trapnost (kýč) roku“.